# Maun
Maun este reședința districtului North-West din Botswana.
Localitatea se află pe malul râului Thamalakane, fiind o poartă de trecere spre delta Okavango și spre rezervația naturală Moremi.
Deși orașul Gaborone este capitala politică a Botswanei, majoritatea călătorilor străni vin în Maun, spre a ajunge în parcurile naționale, unde se organizează safari, cu perioada optimă mai - octombrie.

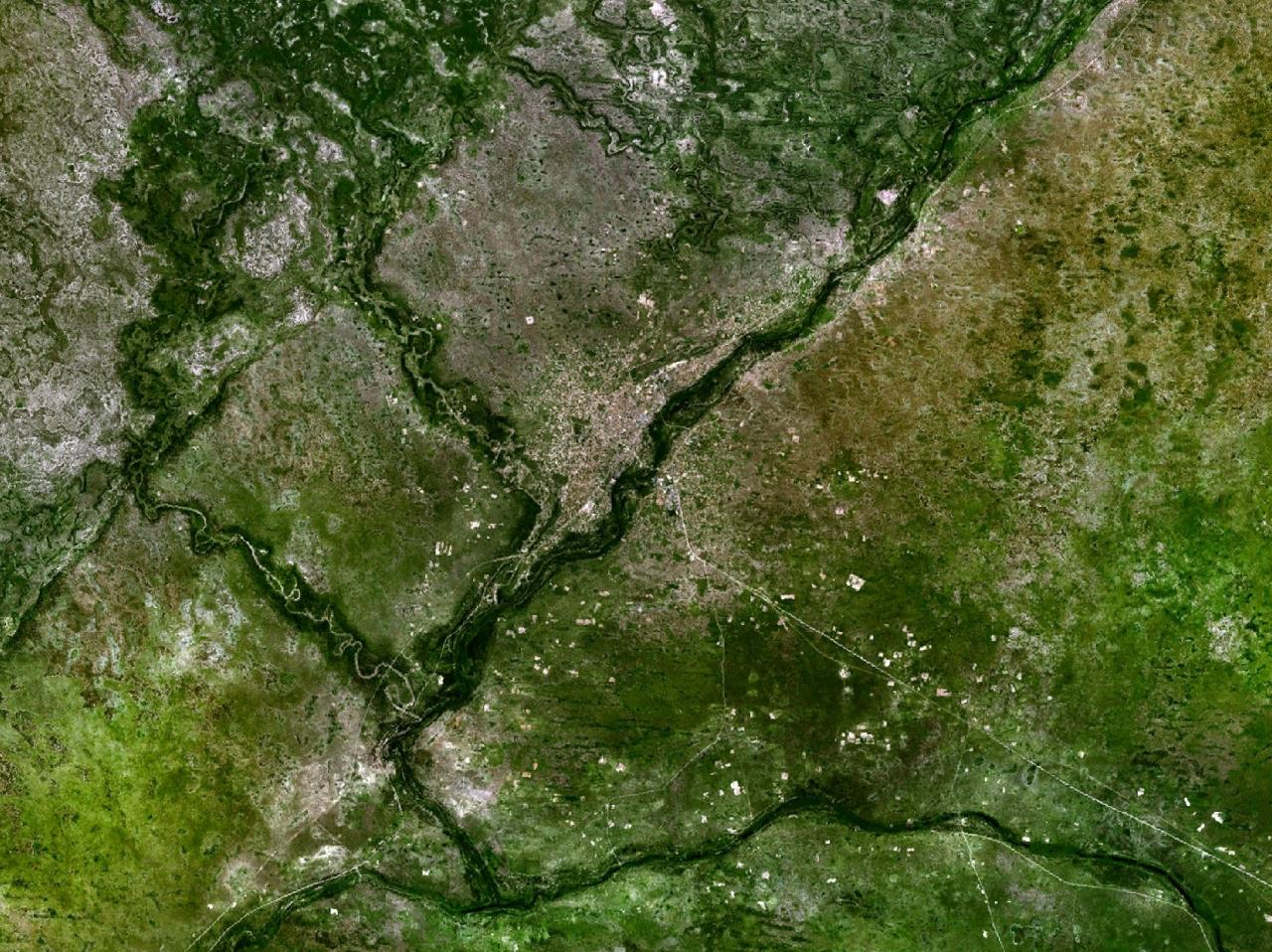
Maun, vedere din satelit

Denumirea localității, Maun, provine din cuvântul maung, în limba san, care înseamnă "locul cu trestii scurte".
Istoria localității începe în 1951, când această localitate rurală a devenit capitala tribală a populației Batswana, devenind curând un centru al crescătorilor de vite. În anul 1920, Harry Riley a construi primul hotel din rețeaua Riley - care era un simplu bar pentru a hrăni oamenii veniți din Francistown, după o călătorie istovitoare de 35 de zile călare și cu căruța.
Astăzi, hotelul este un obiectiv important în Maun.
La începutul anilor 1990 a fost terminat drumul asfaltat dinspre Nata, ceea ce a impulsionat turismul, Maun devenind al treilea oraș din Botswana, cu peste 30.000 de locuitori, o adevărată capitală turistică a Botswanei.
Ca aspect, orașul nu este prea atrăgător: mult beton, foarte puțini arbori, atmosferă fierbinte, culoarea albă dominantă, care reflectă din plin lumina soarelui.

## Clima
| Date climatice pentru Maun | Date climatice pentru Maun | Date climatice pentru Maun | Date climatice pentru Maun | Date climatice pentru Maun | Date climatice pentru Maun | Date climatice pentru Maun | Date climatice pentru Maun | Date climatice pentru Maun | Date climatice pentru Maun | Date climatice pentru Maun | Date climatice pentru Maun | Date climatice pentru Maun | Date climatice pentru Maun |
| Luna                       | Ian                        | Feb                        | Mar                        | Apr                        | Mai                        | Iun                        | Iul                        | Aug                        | Sep                        | Oct                        | Nov                        | Dec                        | Anual                      |
| -------------------------- | -------------------------- | -------------------------- | -------------------------- | -------------------------- | -------------------------- | -------------------------- | -------------------------- | -------------------------- | -------------------------- | -------------------------- | -------------------------- | -------------------------- | -------------------------- |
| Maxima medie °C (°F)       | 32 (90)                    | 32 (89)                    | 31 (88)                    | 31 (87)                    | 28 (82)                    | 25 (77)                    | 25 (77)                    | 28 (83)                    | 33 (91)                    | 35 (95)                    | 34 (94)                    | 33 (91)                    | 30,6 (87)                  |
| Minima medie °C (°F)       | 19 (66)                    | 19 (66)                    | 17 (63)                    | 14 (58)                    | 9 (49)                     | 6 (42)                     | 6 (42)                     | 8 (47)                     | 13 (55)                    | 18 (64)                    | 19 (66)                    | 19 (66)                    | 13,9 (57)                  |
| Precipitații mm (inches)   | 109 (4.3)                  | 97 (3.8)                   | 89 (3.5)                   | 28 (1.1)                   | 5 (0.2)                    | 3 (0.1)                    | 0 (0)                      | 0 (0)                      | 3 (0.1)                    | 13 (0.5)                   | 48 (1.9)                   | 71 (2.8)                   | 465 (18,3)                 |
| Sursă: Weatherbase         |                            |                            |                            |                            |                            |                            |                            |                            |                            |                            |                            |                            |                            |